# Vaalajärvi
Vaalajärvi je jezero srednje veličine u glavnom slivnom području Kemijokija. Nalazi se u općini Sodankylä u regiji Laponija u Finskoj. U tom području postoji ruta za vožnju kanuom jezero Vaalajärvi–rijeka Jeesiöjoki–rijeka Kitinen.